# 拉多米爾市鎮

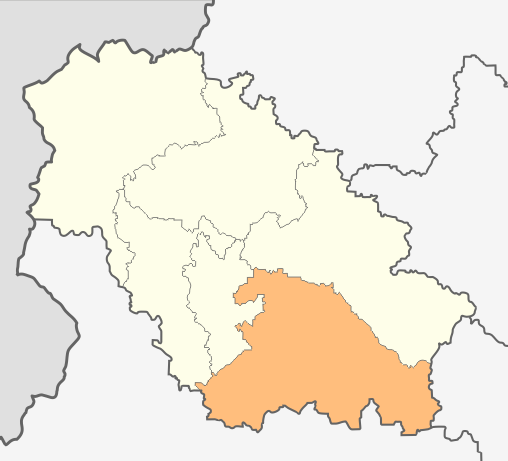

拉多米爾市鎮，是保加利亞西部佩爾尼克州的市鎮，行政中心为拉多米爾，面積506平方公里，2005年人口22,964，人口密度每平方公里45.38人。